# Кременчуцький ліцей з посиленою військово-фізичною підготовкою
Кременчуцький ліцей з посиленою військово-фізичною підготовкою — середній загальноосвітній навчальний заклад, ліцей з посиленою військово-фізичною підготовкою у Кременчуці Полтавської області.

## Історія
Кременчуцький ліцей з посиленою військово-фізичною підготовкою почав свою історію зі створення у Кременчуці в 1999 році на базі Центру допризовної підготовки ліцейного класу з посиленою військово-фізичною підготовкою. У цей рік було здійснено перший набір вихованців, який складався з 30 юнаків.
У 2000 році розпочав свою роботу Полтавський обласний ліцей з посиленою військово-фізичною підготовкою. Чисельний склад ліцеїстів становив 80 осіб.
У 2003 році за значні досягнення у підготовці майбутніх офіцерів, вагому роботу з військово-патріотичного виховання, активну участь у громадському житті міста управлінням освіти і науки облдержадміністрації було вручено особовому складу Прапор ліцею.
У 2007 році Полтавський обласний ліцей з посиленою військово-фізичною підготовкою перейменовано у Кременчуцький ліцей з посиленою військово-фізичною підготовкою Полтавської обласної ради.
Навчальний процес із загальноосвітніх дисциплін організовується на базі Кременчуцького педагогічного коледжу імені А. С. Макаренка.
Ліцеїсти є неодноразовими переможцями районних олімпіад, призерами обласних предметних олімпіад з базових дисциплін, успішно захищаються на конкурсі творчих науково-дослідних робіт Малої академії наук. Щорічно випускники вступають до вищих військових навчальних закладів (ХНУСП, ВІТІ, СБУ та інш.), вищих навчальних закладів МВС, МНС.
Ліцеїсти є постійними учасниками міських та районних урочистих заходів.

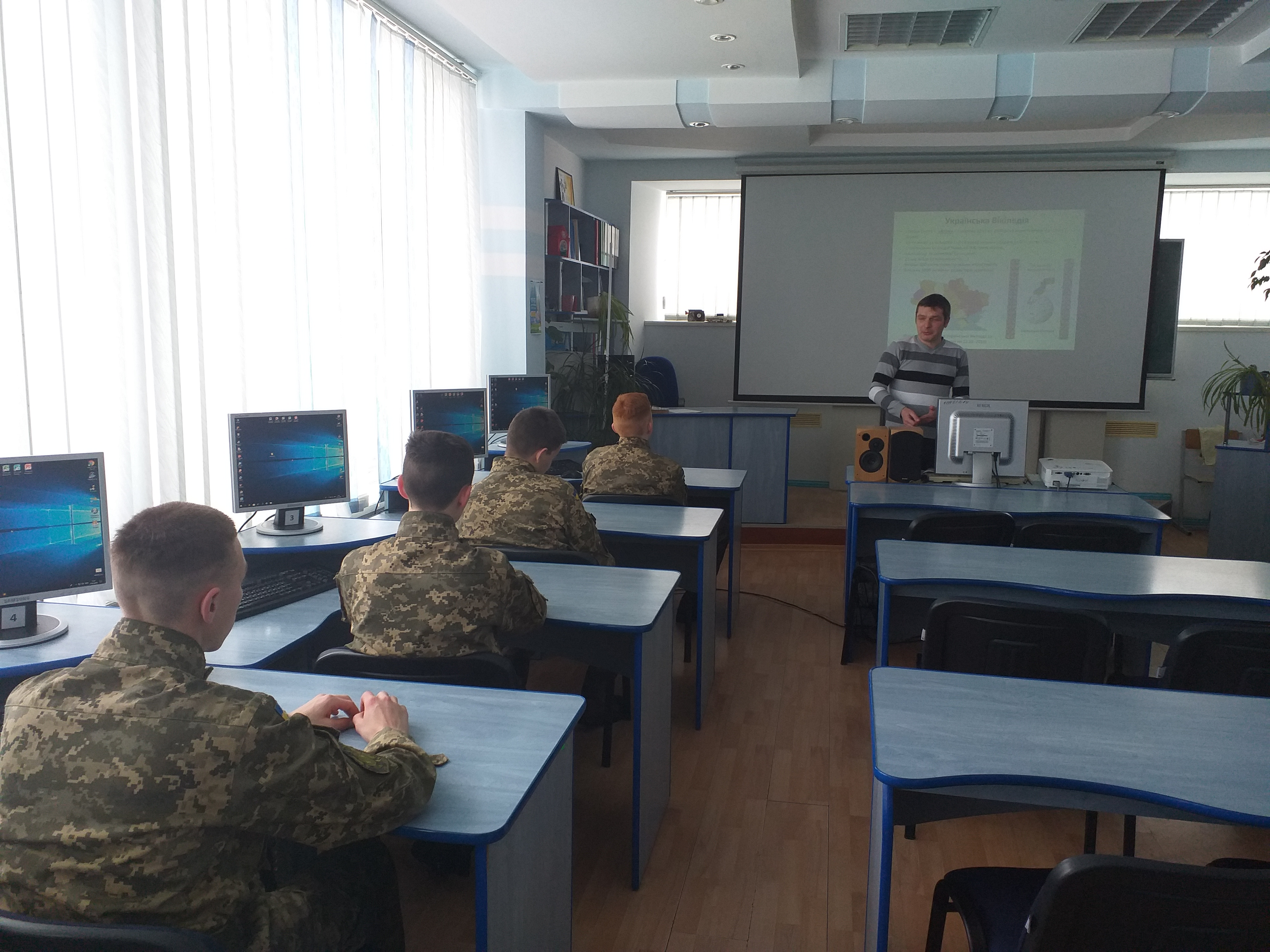
Ліцеїсти — учасники Вікімарафону

Щорічно учні ліцею першого курсу приймають клятву ліцеїста в Кременчуці, але 14 жовтня 2018 року ліцеїсти вперше прийняли клятву у місті Полтава на площі Гоголя.
27 січня 2019 року ліцеїсти взяли участь у всеукраїнському Вікімарафоні з нагоди 15-річчя Української Вікіпедії. На заході учасники отримали корисну інформацію зі створення й редагування статей. Ліцеїсти завжди беруть участь у цікавих та корисних заходах.

## Випускники
- Білий Андрій Сергійович (* 1995) — старший лейтенант Збройних Сил України, учасник російсько-української війни.
- Голіней Олег Васильович (нар. 27 травня 1985, випуск 2002) — полковник Національної гвардії України, Герой України (2022).